# Жалка
Жалка — река в России, протекает по Калужской области. Левый приток Тарусы. Протекает по территории Малоярославецкого и Ферзиковского районов. Длина реки составляет 22 км, площадь водосборного бассейна 91,3 км².

## География
Река Жалка берёт начало на высоте около 240 м над уровнем моря в лесах неподалёку от посёлка Прудки Малоярославецкого района. На реке расположены населённые пункты Севрюково, Азарово, Сисеево, Подосинки, Захарово, Суслово. Самый крупный приток — река Сухая Жалка — впадает в Жалку напротив деревни Захарово. Устье реки находится на высоте 165 м над уровнем моря в 67 км по левому берегу реки Таруса, около урочища Лотрево.

## Данные водного реестра
По данным государственного водного реестра России относится к Окскому бассейновому округу, водохозяйственный участок реки — Ока от города Калуга до города Серпухов, без рек Протва и Нара, речной подбассейн реки — бассейны притоков Оки до впадения Мокши. Речной бассейн реки — Ока.
Код объекта в государственном водном реестре — 09010100812110000021906.